# WIBOR
WIBOR (ang. Warsaw Interbank Offered Rate) – referencyjna wysokość oprocentowania pożyczek na polskim rynku międzybankowym. Wyznaczana jest jako średnia arytmetyczna wielkości oprocentowania podawanych przez największe banki działające w Polsce, które są uczestnikami panelu WIBOR, po odrzuceniu wielkości skrajnych. Banki podają stawki oprocentowania (w ujęciu rocznym), po jakich są gotowe złożyć u siebie depozyt, o godz. 11:00 każdego dnia roboczego. Proces wyznaczania wartości WIBOR nazywany jest fixingiem WIBOR.
WIBOR jest wyznaczany dla następujących terminów:
- ON (ang. overnight) – depozyt na jeden dzień, począwszy od dnia zawarcia transakcji (od dzisiaj na jeden dzień);
- TN (ang. tomorrow/next) – depozyt na jeden dzień, począwszy od następnego dnia roboczego po zawarciu transakcji (od jutra na jeden dzień);
- SW (ang. spot week) – depozyt na tydzień, począwszy od dwóch dni roboczych po zawarciu transakcji (od daty spot na tydzień);
- 2 tygodnie (2W) – depozyt na 2 tygodnie, począwszy od dwóch dni roboczych po zawarciu transakcji (od daty spot na 2 tygodnie);
- 1 miesiąc (1M) – depozyt na 1 miesiąc, począwszy od dwóch dni roboczych po zawarciu transakcji (od daty spot na 1 miesiąc);
- 3 miesiące (3M) – depozyt na 3 miesiące, począwszy od dwóch dni roboczych po zawarciu transakcji (od daty spot na 3 miesiące);
- 6 miesięcy (6M) – depozyt na 6 miesięcy, począwszy od dwóch dni roboczych po zawarciu transakcji (od daty spot na 6 miesięcy);
- 1 rok (1Y) – depozyt na 1 rok, począwszy od dwóch dni roboczych po zawarciu transakcji (od daty spot na 1 rok).

Historycznie publikowany był także WIBOR dla terminu 9 miesięcy (9M), jednak jego publikacja została zakończona w dniu 3 lutego 2020 r.
Proces wyznaczania WIBOR-u jest szczegółowo regulowany przez Regulamin Fixingu stawek referencyjnych WIBID i WIBOR. Administratorem stawek WIBID i WIBOR do 29 czerwca 2017 r. było Stowarzyszenie Rynków Finansowych ACI Polska (dawniej Forex Polska), a od dnia 30 czerwca 2017 r. nowym administratorem stawek WIBID i WIBOR jest GPW Benchmark S.A. Merytoryczny nadzór nad wszystkimi aspektami opracowywania Stawek Referencyjnych pełni Komitet Nadzorczy GPW Benchmark S.A.
WIBOR jest podstawą wyznaczania oprocentowania dla większości kredytów o zmiennym oprocentowaniu udzielanych przez polskie banki, w tym dla gospodarstw domowych i przedsiębiorstw, a także stawką bazową dla obligacji i instrumentów pochodnych. Oprocentowanie kredytu jest ustalane z uwzględnieniem WIBOR-u obowiązującego w danym terminie, najczęściej jest to WIBOR 6M lub WIBOR 3M. Giełda Papierów Wartościowych w Warszawie umożliwia handel transakcjami futures na WIBOR dla terminów 1M, 3M i 6M.
Według szacunków Instytutu Badań nad Gospodarką Rynkową, wartość kontraktów opartych na stopie WIBOR wynosi ok. 7,2 bln zł. Składają się na to pozycje bilansowe na poziomie ok. 650 mld zł i pozycje pozabilansowe sięgające 6,5 bln zł. Wśród pozycji bilansowych można wyróżnić przede wszystkim kredyty (420 mld zł) i obligacje (230 mld zł).
Ze względu na problemy ze stawkami typu IBOR, Unia Europejska wprowadziła Rozporządzenie BMR. WIBOR został dostosowany do Rozporządzenia BMR poprzez wprowadzenie metody kaskady danych zgodnie z Załącznikiem nr 1 do Rozporządzenia BMR. W dniu 6 grudnia 2019 r. GPW Benchmark przedstawił dostosowaną metodę WIBOR do oceny organu nadzoru we wniosku o udzielenie przez Komisję Nadzoru Finansowego zezwolenia na pełnienie funkcji administratora wskaźników referencyjnych stopy procentowej, w tym kluczowego wskaźnika referencyjnego, jakim jest WIBOR. KNF w dniu 17 grudnia 2020 udzieliła GPW Benchmark wnioskowanego zezwolenia, tym samym dopuszczając WIBOR do stosowania przez podmioty nadzorowane w umowach z klientami.
27 września 2022 Komitet Sterujący Narodowej Grupy Roboczej (KS NGR) ds. wskaźników zadecydował, że od 2023 ma zostać zastąpiony alternatywnym wskaźnikiem referencyjnym stopy procentowej WIRON (Warsaw Interest Rate Overnight). 
Zgodnie z nowymi regulacjami, instytucje finansowe będą musiały dokonać konwersji na nowy wskaźnik WIRON istniejących umów i instrumentów, które przewidują stosowanie indeksu WIBOR. Instytucje finansowe będą mogły wprowadzać do oferty kredyty oparte na indeksie WIRON już od 2023, a od 2025 będą zmuszone do konwersji istniejących umów i instrumentów stosujących WIBOR.